# پل راه‌آهن سیز بولوزون
پل راه‌آهن سیز بولوزون (به فرانسوی: Viaduc de Cize Bolozon) یک پل در شهرستان ان فرانسه است که بر روی رود ان قرار دارد.
این پل در سال ۱۸۷۵ میلادی ساخته شد اما در جنگ جهانی دوم تخریب شد، پس از آن به عنوان یکی خطوط اصلی راه‌آهن شهر پاریس دوباره تعمیر و ساخته شد و در مه ۱۹۵۰ به بهره‌برداری رسید.
پل سیز بولوزون در سال ۲۰۰۵ برای بازسازی بسته شده و دوباره در دسامبر ۲۰۱۰ بازگشایی شد.

## نگارخانه

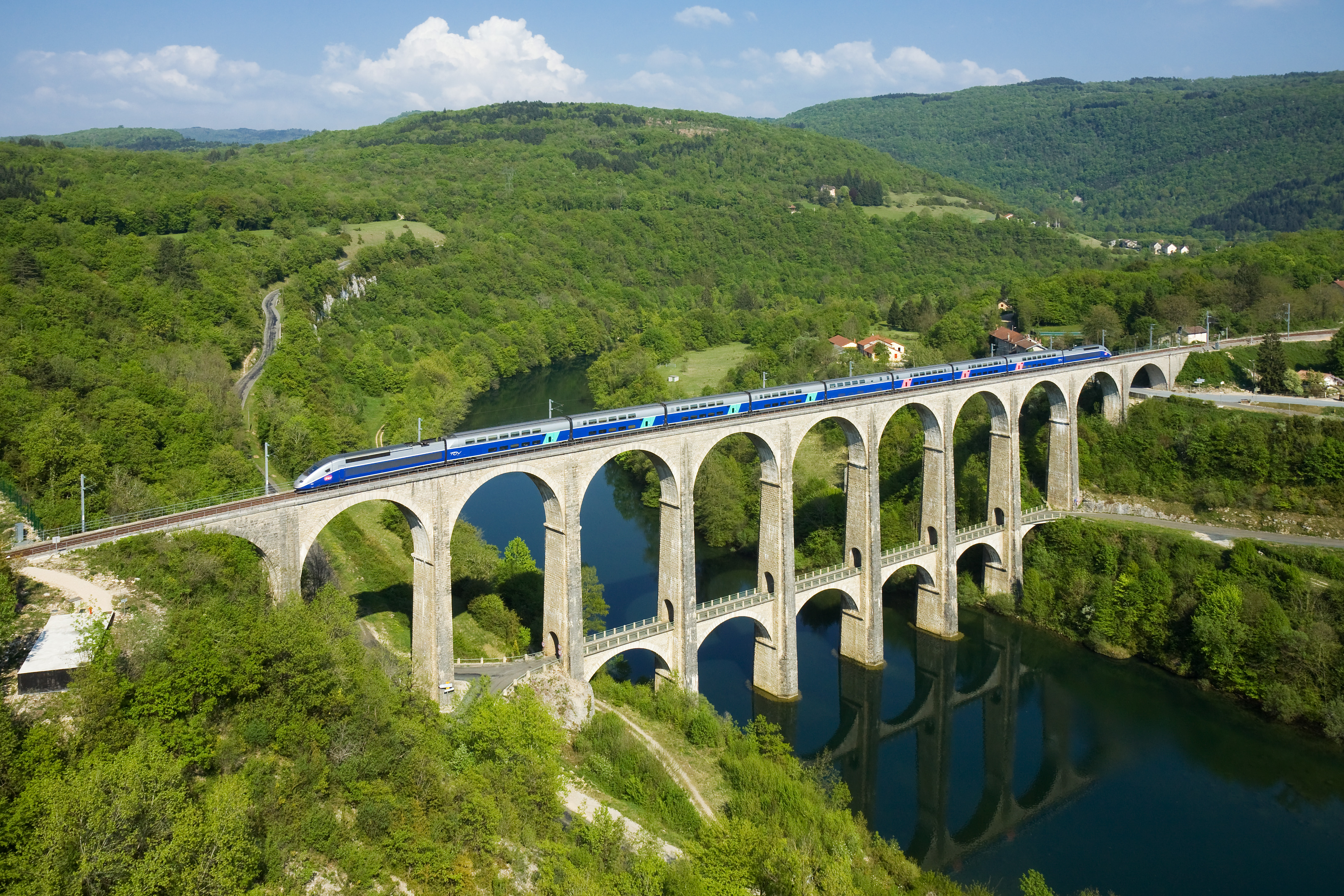
نمایی از پل راه‌آهن سیز بولوزون از بالا